# Argedava

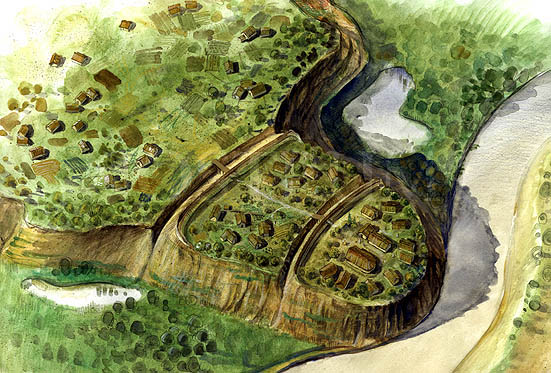
Reconstituirea grafică a davei

Argedava sau  Sargedava era o așezare getică, reședință începând cu o căpetenie dinainte de Burebista. Menționată în decretul dyonisopolitan  în cinstea lui Acornion din Dionysopolis. 
Cetatea Argedava este situată în localitatea actuală Popești , lângă orașul Mihăilești, Giurgiu, și a fost declarată rezervație arheologică. Cercetările arheologice au descoperit acropola cetății dacice Argedava, cea mai importantă așezare din Câmpia Munteniei, în care se presupune că și-a avut reședința regele Burebista. Între zidurile cetății s-au descoperit colibe, vetre de foc, unelte, depozite de grâne, ș.a.
Argedava a fost clădită pe o terasă, dominând valea Argeșului, fiind apărată din trei părți de bălțile din luncă, iar dintr-o parte de trei șanțuri transversale și de un val de pământ.
Istoricul român Vasile Pârvan a efectuat cercetări la Argedava.
Cetatea este înscrisă pe lista monumentelor istorice din județul Giurgiu, cu cod LMI GR-I-s-A-14816, și în Repertoriul Arheologic Național, cu cod 104172.01.